# Pasternik (Umianowice)
Pasternik – część wsi Umianowice w Polsce, położona w województwie świętokrzyskim, w powiecie pińczowskim, w gminie Kije.
W latach 1975–1998 Pasternik administracyjnie należał do województwa kieleckiego.